# M/S Ren-Ström

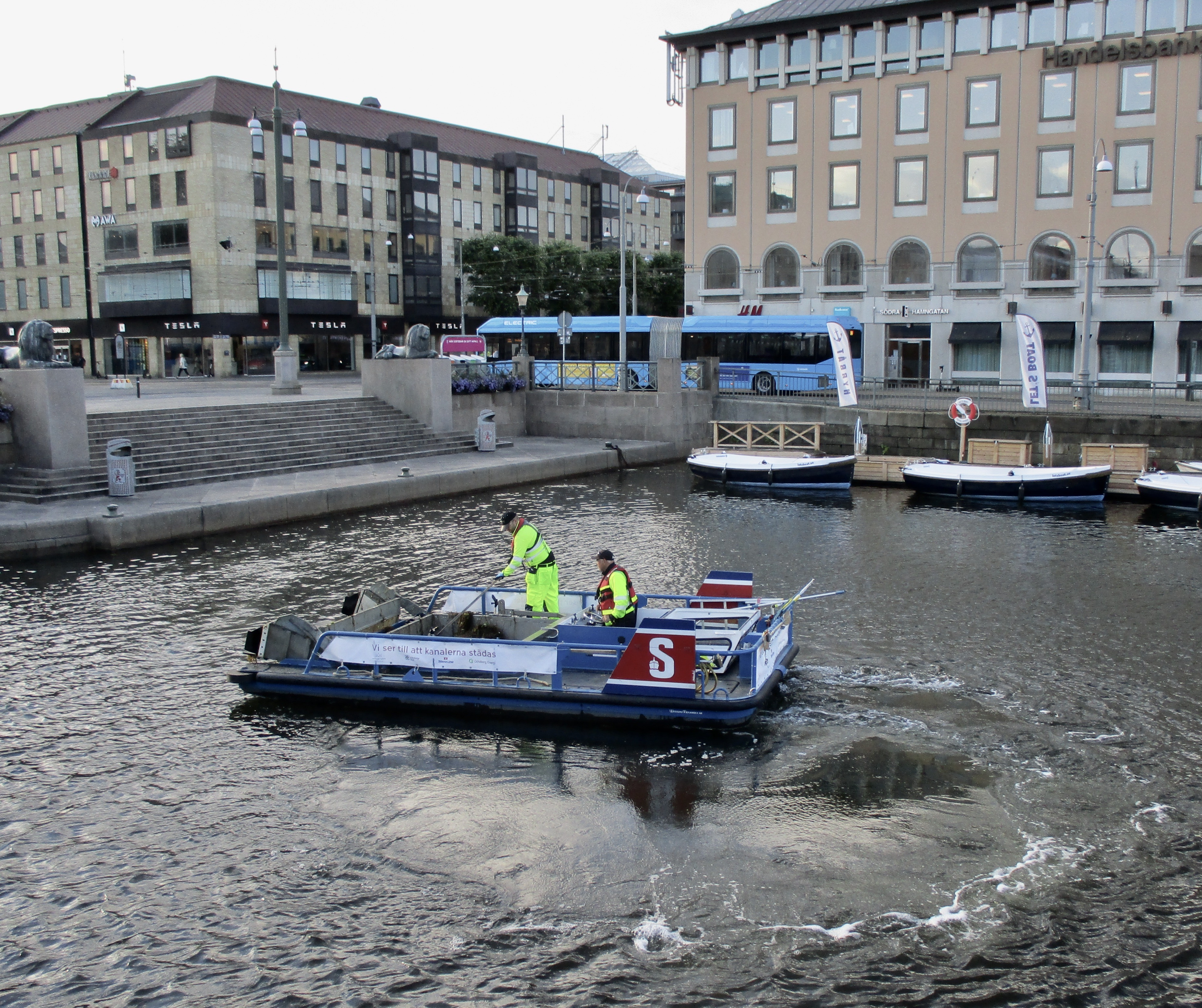
M/S Ren-Ström på en tidig städrunda i Stora Hamnkanalen, Göteborg.

M/S Ren-Ström är en eldriven städbåt, som används för att rensa skräp i Göteborgs kanaler.
Sedan år 1979 användes städbåten M/S Renat för att rensa kanalerna i Göteborg. M/S Renat, som var dieseldriven, ersattes 2013 av den eldrivna M/S Ren-Ström, vilken är ett samarbete mellan Göteborgs stad, Innerstaden Göteborg, Göteborg Energi och Stena Line. Varje säsong samlar båten in 10 ton skräp. Skräpet som plockas upp körs till avfallsverket i Sävenäs och förbränns. Båten körs dagligen sommartid, medan den under vår och höst körs tre dagar i veckan.
M/S Ren-Ström namngavs genom en namntävling.